# Joe-Max Moore
Joe-Max Moore (nacido el 23 de febrero de 1971 en Tulsa, Oklahoma) es un exfutbolista estadounidense que jugó profesionalmente de delantero en Alemania, Ecuador, Inglaterra y en su país.  
Actualmente figura como miembro de la National Soccer Hall of Fame desde 2013. 

## Selección nacional
Jugó 100 partidos con la selección estadounidense y anotó 24 goles. Su primer partido internacional fue en un amistoso frente a Canadá, disputado el 3 de septiembre de 1992. El 5 de diciembre de 1993, marcó un Poker ante el El Salvador, aquel juego que culminó con un 7-0 a favor de las barras y las estrellas. Su último partido fue frente a Polonia en la Copa de Mundo del 2002 y además alcanzó los 100 encuentros.
Disputó tres mundiales en 1994, 1998 y 2002; y una Copa América en 1995; tres Copas de Oro de la Concacaf en 1993, 1996 y 1998; una Copa FIFA Confederaciones en 1999; un torneo de los Juegos Olímpicos en Barcelona 1992; y un campeonato de los Juegos Panamericanos en 1991, además, marcó el gol del título en la final frente a México.

## Clubes
| Club                   | País           | Año       | Goles |
| ---------------------- | -------------- | --------- | ----- |
| 1. FC Saarbrücken      | Alemania       | 1994-1995 | 13    |
| 1. FC Nürnberg         | Alemania       | 1995-1996 | 8     |
| New England Revolution | Estados Unidos | 1996-1999 | 49    |
| Emelec                 | Ecuador        | 1997      | 1     |
| Everton                | Inglaterra     | 1999-2002 | 8     |
| New England Revolution | Estados Unidos | 2003-2004 | 4     |

## Datos destacados
- Llegó a ser 2.º máximo goleador en la historia de la Selección de fútbol de los Estados Unidos (solo atrás de Eric Wynalda). Actualmente es el sexto goleador histórico de la selección (atrás de Landon Donovan, Clint Dempsey, Eric Wynalda, Brian McBride y Jozy Altidore).
- Es miembro del National Soccer Hall of Fame.
- Jugó tres mundiales.
- Anotó gol en todos los clubes que jugó.[2]